# Catedral de Nuestra Señora del Rosario (Duluth)
La Catedral de Nuestra Señora del Rosario o simplemente Catedral de Nuestra Señora (en inglés: Cathedral of Our Lady of the Rosary) Es el nombre que recibe un edificio religioso que sirve como una catedral católica situada en la ciudad de Duluth, Minnesota, al norte de los Estados Unidos. 
El templo sigue el rito romano o latino y es la sede de la diócesis de Duluth (Dioecesis Duluthensis) que fue creada por el papa León XIII en 1889 con partes de la diócesis de Saint Cloud. La actual catedral de estilo italiano fue terminada en 1957 y substituyó la catedral anterior que estaba dedicada al Sagrado Corazón, que ahora es un centro musical.